# Miltoniopsis vexillaria
Miltoniopsis vexillaria (Rchb.f.) God.-Leb., 1889 è una pianta della famiglia delle Orchidacee originaria delle montagne equatoriali dell'America Meridionale.

## Descrizione
È un'orchidea epifita che presenta pseudobulbi ellissoidali dotati di una singola foglia apicale di colore grigio-verdastro. L'infiorescenza è retta da un peduncolo ricadente lungo sino a 50 cm e comprende da 4 a 9 fiori..

## Distribuzione e habitat
M. vexillaria si trova allo stato spontaneo nelle umide pendici boscose delle montagne di Bolivia, Ecuador, Colombia e Perù, tra i 1000 e i 2200 metri di quota.